# Acrodactyla taiwanensis
Acrodactyla taiwanensis là một loài tò vò trong họ Ichneumonidae.